# Cao Lei
Cao Lei (24 de dezembro de 1983, em Qinhuangdao) é uma halterofilista chinesa.
Cao Lei ganhou a medalha de ouro no halterofilismo nos Jogos Olímpicos de 2008, onde estabeleceu três recordes olímpicos na categoria até 75 kg — 128 kg no arranque, 154 kg no arremesso e 282 kg no total combinado. No entanto, em janeiro de 2017, foi desclassificada e perdeu o título olímpico após a reanálise de seu teste antidoping acusar o uso das substâncias proibidas GHRP-2 e GHRP-2 M2 (metabólito).
QUADRO DE RESULTADOS
Principais resultados de Cao Lei:
| Ano  | Competição                              | Classe de peso | Marca (kg)        | Pos. |
| ---- | --------------------------------------- | -------------- | ----------------- | ---- |
| 2001 | Campeonato Asiático em Jeonju           | –63 kg         | 235 (107,5+127,5) | 1    |
| 2003 | Campeonato Mundial Júnior em Hermosillo | –69 kg         | 245 (105+140)     | 1    |
| 2003 | Jogos Afro-Asiáticos em Haiderabade     | –69 kg         | 240               | 1    |
| 2005 | Jogos da Ásia Oriental em Macau         | –69 kg         | 248 (113+135)     | 1    |
| 2006 | Campeonato Mundial em São Domingos      | –75 kg         | 268 (118+150)     | 1    |
| 2006 | Jogos Asiáticos em Doha                 | –75 kg         | 272 kg (120+152)  | 1    |
| 2007 | Campeonato Asiático em Tai'an           | –75 kg         | 255 (115+140)     | 1    |
| 2007 | Campeonato Mundial em Chiang Mai        | –75 kg         | 286 (128+158)     | 1    |
| 2008 | Campeonato Asiático em Kanazawa         | –75 kg         | 276 (121+155)     | 1    |
| 2008 | Jogos Olímpicos em Pequim               | –75 kg         | 282 (128+154)     | DSQ  |
| 2009 | Campeonato Asiático em Taldykorgan      | –75 kg         | 258 (115+143)     | 2    |
| 2009 | Campeonato Mundial em Goyang            | –75 kg         | 269 (121+148)     | 2    |
| 2009 | Jogos da Ásia Oriental em Hong Kong     | –75 kg         | 252 (112+140)     | 1    |
| 2010 | Jogos Asiáticos em Cantão               | –75 kg         | 265 (118+147)     | 2    |